# Asociación Deportiva Ceuta
Pour les articles homonymes, voir AD Ceuta.
Maillots
L'Asociación Deportiva Ceuta ou AD Ceuta était un club espagnol de football basé à Ceuta, fondé en 1996, et disparu en 2012.

## Histoire
Le club évolue en Segunda División B (troisième division) pendant 14 saisons, de 1998 à 2012. Il se classe deuxième de son Groupe lors des saisons 1999-2000 puis 2001-2002.
Le club atteint les seizièmes de finale de la Copa del Rey en 2010-2011.